# Ответственное хранение
Ответственное хранение — юридический термин, относящийся к ситуации, когда покупатель (получатель) в соответствии с законом, иными правовыми актами или договором поставки отказывается от переданного поставщиком товара, но при этом он обязан обеспечить сохранность уже полученного товара и незамедлительно уведомить поставщика (ст.514 ГК РФ).
При этом, если поставщик, уведомленный покупателем, в разумный срок не вывез товар, либо не распорядился им, покупатель вправе реализовать товар или самостоятельно возвратить его поставщику. Необходимые расходы, понесённые в связи с принятием товара на ответственное хранение, реализацией товара или его возвратом, подлежат возмещению поставщиком. В случае реализации товара покупателем, вырученное от реализации передается поставщику за вычетом причитающегося покупателю. По своему существу ответственное хранение предполагает осуществление покупателем правомочия владения.
Также, термин Ответственное хранение определяется ст. 1302 ГК РФ. Обеспечение иска по делам о нарушении авторских прав. ...Суд может наложить арест на все экземпляры произведения, в отношении которых предполагается, что они являются контрафактными... ...включая в необходимых случаях меры по их изъятию и передаче на ответственное хранение.
Таким образом, не следует путать Ответственное хранение с понятием хранение по договору хранения, имеющего совершенно иную природу и юридически определяемого Главой 47 ГК РФ "Хранение".
Ответственное хранение в музейном деле — обязанность по учету и хранению музейных предметов, которая возлагается на сотрудников музея, уполномоченных осуществлять хранение музейных предметов, назначаемых и освобождаемых от должности приказом директора музея по согласованию с главным хранителем и заведующим соответствующим хранительским отделом, если такие отделы предусмотрены в структуре музея.
Сотрудниками музея, уполномоченными осуществлять ответственное хранение музейных предметов (далее – ответственные хранители) могут быть хранители фондов, руководители хранительских отделов (секторов, групп) музея, имеющие соответствующую квалификацию, а также научные сотрудники музея, имеющие высшее образование, проработавшие в должности научного сотрудника музея не менее одного года и прошедшие стажировку в музее по разделу учетно-хранительской работы не менее трех месяцев, а также хранители экспозиций и выставок, в том числе зарубежных.